# Kastell Ellingen
Das Kastell Ellingen (lateinisch Sablonetum) war ein römisches Militärlager, das nahe am Rätischen Limes einen Abschnitt der Grenzanlagen sicherte. Die zum UNESCO-Weltkulturerbe zählende Anlage wurde rund 700 Meter östlich der Stadt Ellingen im Landkreis Weißenburg-Gunzenhausen in Bayern errichtet. Seine besondere Bedeutung erhielt der Ort durch seine großflächige Erforschung mit modernen Mitteln.

## Lage
Die römische Befestigung liegt auf einer Hochfläche östlich von Ellingen, rund 1,8 Kilometer südlich des Limes und knapp vier Kilometer nördlich vom nächsten größeren Militärstützpunkt Weißenburg-Biriciana entfernt. Vom Kastell aus war es nicht möglich, die vorgelagerten, tiefer gelegenen Grenzanlagen direkt einzusehen. Sichtkontakt bestand lediglich mit dem nordöstlich gelegenen Wp 14/33 sowie mit den nordwestlichen Türmen beim Limesübergang an der Schwäbischen Rezat. Diese topographisch ungünstige Lage konnte bisher nicht geklärt werden.

## Forschungsgeschichte
Wie der Flurname „In der Burg“, auf dem das Lager steht, nahelegt, verlor sich das Wissen um eine alte befestigte Anlage wohl nie vollständig. Nach einem Hinweis des Generals und Limesforschers Karl von Popp (1825–1905), der auf diesen Flurnamen verwiesen hatte, fand 1895 die Entdeckung und erste Untersuchung durch den Apotheker Wilhelm Kohl (1848–1898), einem Streckenkommissar der Reichs-Limeskommission (RLK), statt. Die damaligen Grabungen lieferten allerdings nur unbefriedigende Ergebnisse. Das Kastell wurde durch die RLK nicht separat, sondern nur im Rahmen der Streckenbeschreibungen publiziert, so dass auch keine ORL-Nummer vorliegt.
Erst in den drei Jahren von 1980 bis 1982 wurden im Zuge der Flurbereinigung wieder umfassende archäologische Ausgrabungen durch die Außenstelle Nürnberg des Bayerischen Landesamts für Denkmalpflege vorgenommen. Dabei konnte der leitende Archäologe Harald Koschik fast den gesamten Kastellbereich sowie weite Teile des angrenzenden Vicus erforschen. Im Anschluss an die archäologischen Arbeiten fand eine Teilrekonstruktion des Kastells im Bereich der Nordfront mit Tor und Ecktürmen statt. Diese soll den Eindruck eines verfallenen römischen Garnisonsorts vermitteln.

Befunde der Reichs-Limeskommission
Kastell Ellingen Lage
Kastell Ellingen Grundriss
Kastell Ellingen Ecktürme, Südtor und Grabenprofil
Kastell Ellingen Gebäude des Vicus

## Baugeschichte
Das Kastell Ellingen wurde in frühhadrianischer Zeit errichtet, wahrscheinlich um das Jahr 120 im Rahmen des endgültigen Ausbaus des Raetischen Limes. Auf eine ältere Bauphase, die durch eine in Holz-Erde-Technik ausgeführte Umwehrung gekennzeichnet war, folgte um das Jahr 182 unter Kaiser Commodus eine zweite Ausbauphase mit einer Steinmauer. Ebenfalls in dieser Zeit wurden umfassende Umbaumaßnahmen im Kastellinneren vorgenommen. Der Umbau des Jahres 182 wie auch der antike Name des Lagers sind durch eine Bauinschrift bezeugt, die über einem der Kastelltore angebracht war. Deren Inhalt lautet übersetzt:
Dem Imperator Caesar Marcus Aurelius Commodus Antoninus Augustus, dem Germanenbesieger und größten Sarmatenbesieger, mit tribunizischer Gewalt, Konsul zum 3. Mal, Vater des Vaterlandes (zu Ehren) wurde die Mauer des Castellum Sablonetum mit den Toren in Steinbau ersetzt auf Anordnung des Quintus Spicius Cerialis, des kaiserlichen Legaten mit proprätorischer Gewalt (= des Provinzstatthalters), unter dem Konsulat des Mamertinus und des Rufus durch die Infanteriegarde des Statthalters unter der Leitung des Aurelius Argivus, Centurio der 3. Italischen Legion.
Der Name des Kaisers Commodus wurde aus der Inschrift ausgemeißelt, nachdem der Herrscher nach seinem gewaltsamen Tod im Jahr 192 geächtet wurde und der Damnatio memoriae („Verdammung des Andenkens“) verfiel. Der lateinische Name Castellum Sablonetum lässt sich in etwa mit „Lager am Sand“ übersetzen. Der in dieser Bauinschrift genannte raetische Statthalter Quintus Spicius Cerialis hatte bereits ein Jahr zuvor, kurz nach seinem Amtsantritt, das bisherige Holz-Erde-Kastell Böhming im Altmühltal durch eine Abteilung der in Regensburg liegenden 3. Italischen Legion (Legio III Italica) in Stein ausbauen lassen.
Das Ellinger Befestigung wurde in den Alamannenkriegen wohl spätestens um 233 aufgegeben. Das in älteren Publikationen oft noch genannte Datum 229 wird in der jüngeren Forschung verworfen. Wahrscheinlich wurde es planmäßig geräumt, da keine in eine andere Richtung weisenden Brand- und Zerstörungshorizonte nachgewiesen werden konnten.
Aus Ellingen liegen bisher zwei dendrochronologische Datierung vor. Sie stammen aus den Jahren 126 und 145 n. Chr.

## Befunde
Das zweitorige Kastell von ungefähr 90 × 80 Metern Ausdehnung war mit seiner Hauptstraßenachse (Via praetoria) in Nord-Süd-Richtung ausgerichtet. In seiner letzten Ausbauphase war es von einer steinernen Mauer umgeben, deren abgerundete Ecken mit einfachen und deren Tore an der Nord- und Südfront mit doppelten Türmen bewehrt waren. Um die Mauer verlief ein einfacher Spitzgraben von durchschnittlich fünf bis sechs Metern Breite und zwei Metern Tiefe. Von Bautyp und Größe her ähnelt das Castellum Sablonetum den Kastellen in Böhming und Halheim.
Als Wehrgang und gleichzeitig zur Stabilisierung der Ummauerung diente eine aufgeschüttete Erdrampe. Rechtwinklig verlaufende, mit Schotter befestigte Straßen untergliederten die Innenfläche des Lagers. Die zwischen Nord- zum Südtor verlaufende Hauptstraße wurde durch ein Bauwerk unterbrochen. Dabei handelt es wahrscheinlich um die Reste einer auf das Fahnenheiligtum (Aedes) reduzierten Stabsgebäude (Principia) des Kastells. Diese Rumpfprincipia bot Anlass zu der Überlegung, dass es sich bei der Besatzung des Kastells um eine nicht selbständig operierende Vexillatio (Abordnung, Detachement) einer größeren Auxiliartruppe gehandelt haben könnte und nicht um einen eigenständigen Numerus, zumal inschriftlich keine Numeri in Raetien nachgewiesen wurden. Vielleicht war eine Abordnung einer der Truppen aus den beiden Nachbarkastellen Theilenhofen beziehungsweise Weißenburg in Ellingen stationiert. Ebenso wäre möglich, dass die in der Bauinschrift genannten Pedites singulares das Kastell nicht nur erbaut, sondern auch belegt haben.
Die Innenbauten wurden weitestgehend in Fachwerkbauweise errichtet. Einen großen Teil der östlichen Lagerhälfte bedeckte ein großes Gebäude, in dem die Mannschaften untergebracht waren. In dieser Doppelbaracke befanden sich 24 Contubernia (Stubengemeinschaften zu jeweils acht Mann). Zwei weitere Gebäude im Nordwesten und Nordosten des Lagers werden ebenfalls als mögliche Mannschaftsbaracken mit zehn weiteren Contubernia angesehen, so dass die Maximalbelegung des Ellinger Kastells über 260 Mann stark gewesen sein könnte. Diese jüngeren Untersuchungsergebnisse haben ältere Annahmen, das Kastell sei von zwei Zenturien à 80 Mann belegt gewesen, hinfällig werden lassen. Möglich ist auch eine Belegung mit zweien durch eine Reiterabteilung verstärkten Infanteriegruppen (Centuriae).
Die Bauten im Südteil stellten vermutlich Fabricae (Werkstätten) dar, das größere Gebäude in der Südwestecke des Lagers war möglicherweise ein Praetorium (Kommandantenwohnhaus). Die massiven Mauerfundamente westlich der Principia gehörten offensichtlich zu einem Horreum (Getreidespeicher). Ein Valetudinarium (Lazarett) darf vermutet, konnte aber nicht sicher nachgewiesen werden. Über wenigstens fünf oder sechs Brunnen war eine ausreichende Trinkwasserversorgung gewährleistet.
Östlich des Kastells erstreckte sich der Vicus, die Zivilsiedlung des Kastells. Hier befand sich auch ein kleines Kastellbad.

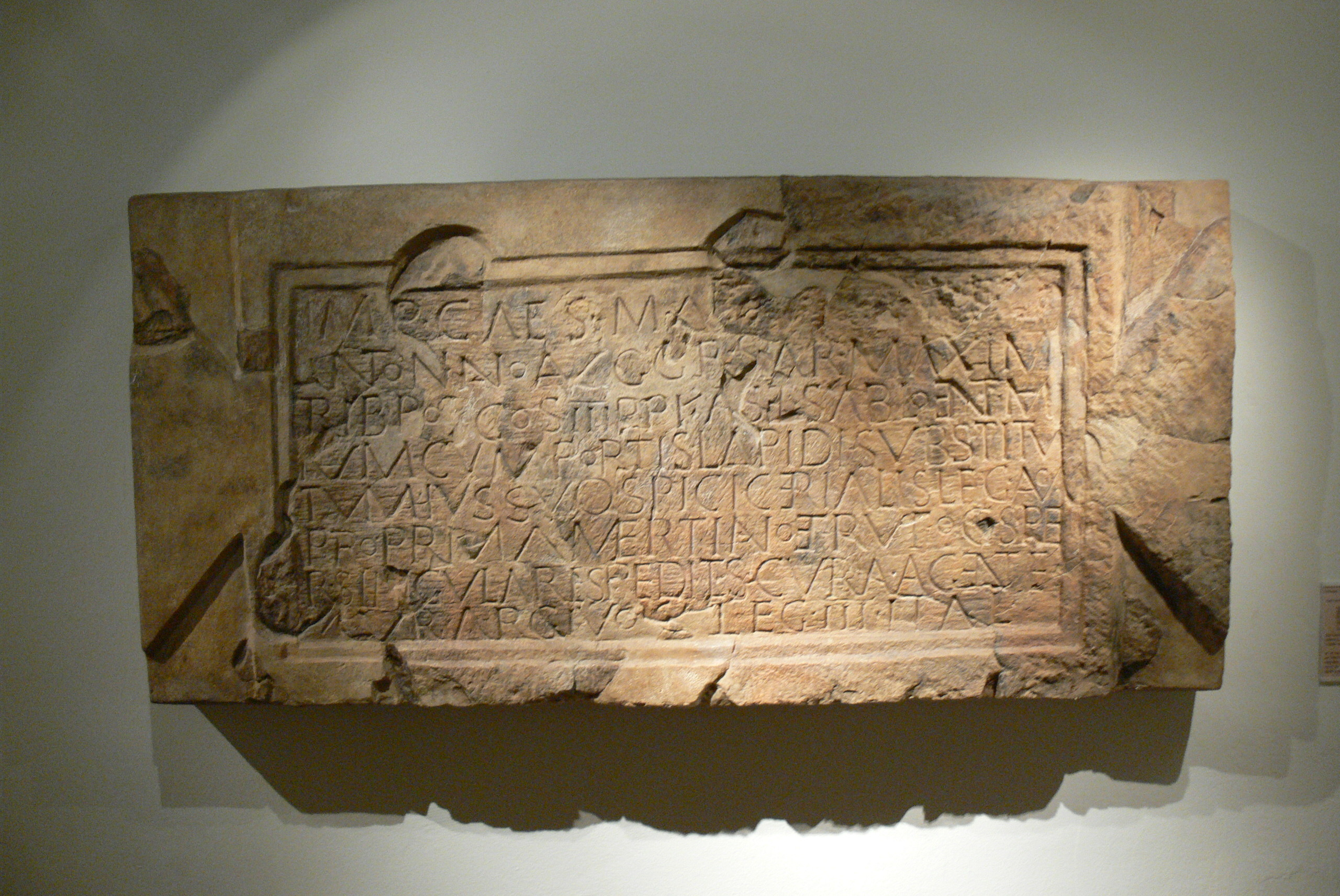
Teilrekonstruierte Bauinschrift im Römermuseum Weißenburg
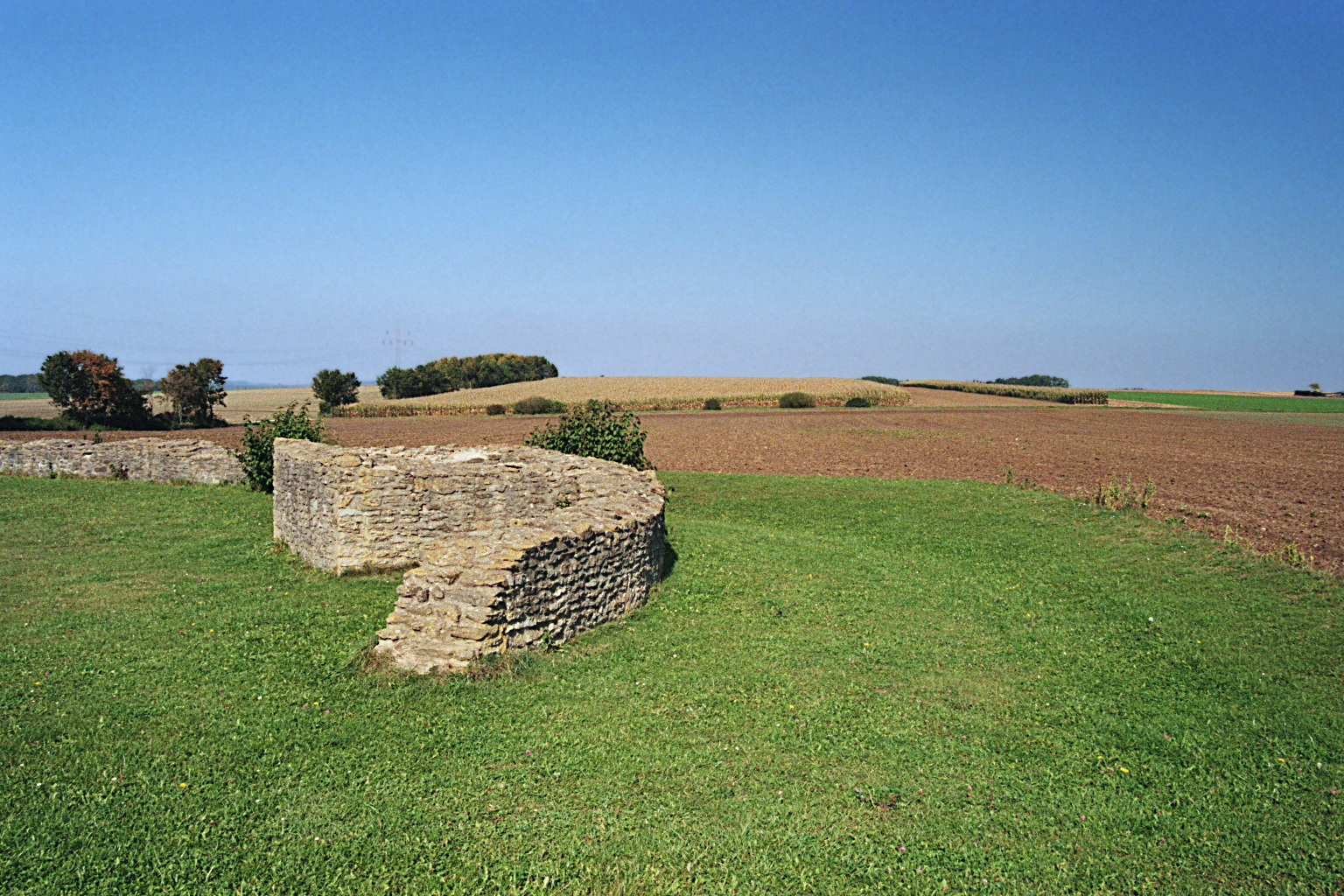
Teilrekonstruierte Prätorialfront 2011: Nordöstliche Kastellecke mit angedeutetem Graben
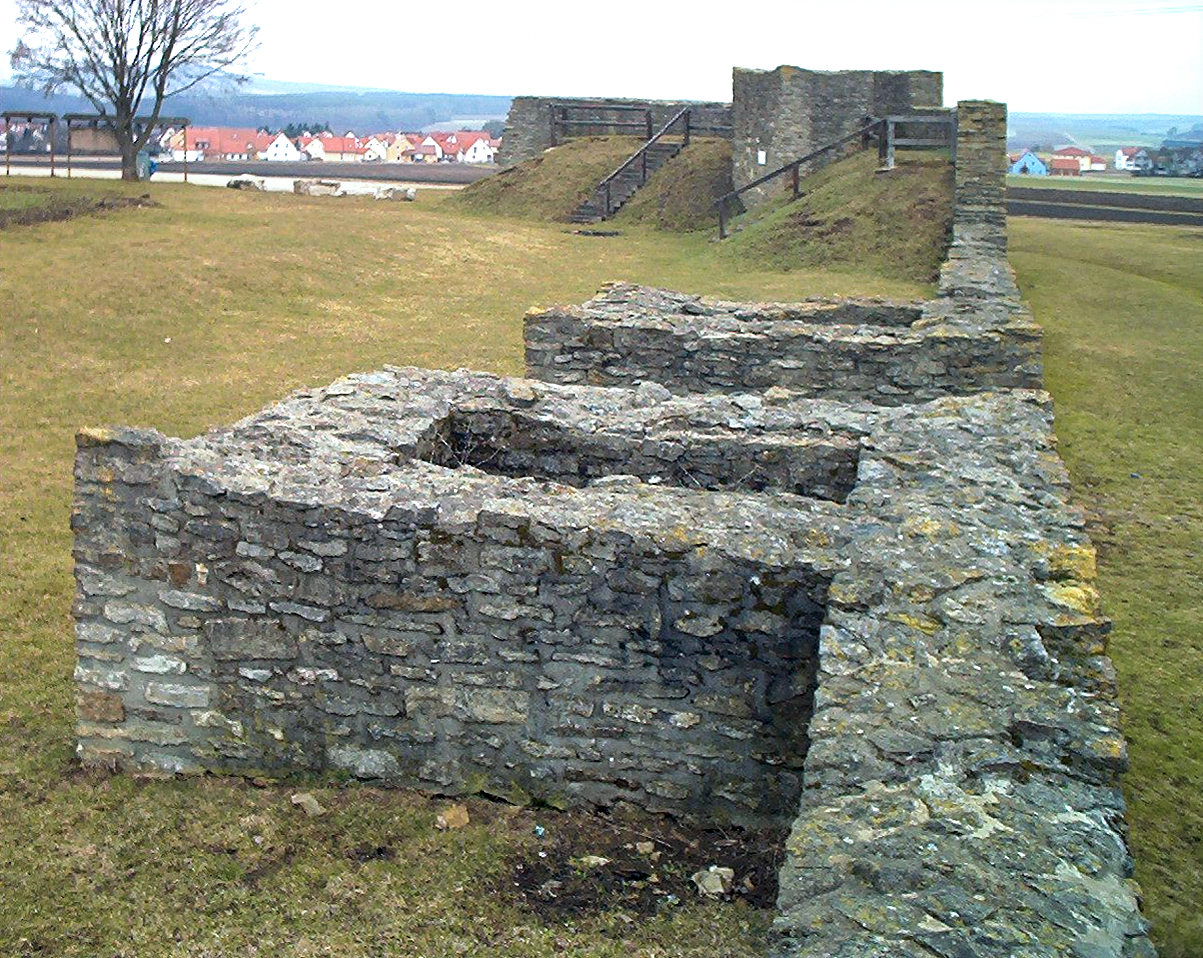
Teilrekonstruierte Prätorialfront 2006: Blick von Osten auf Porta praetoria
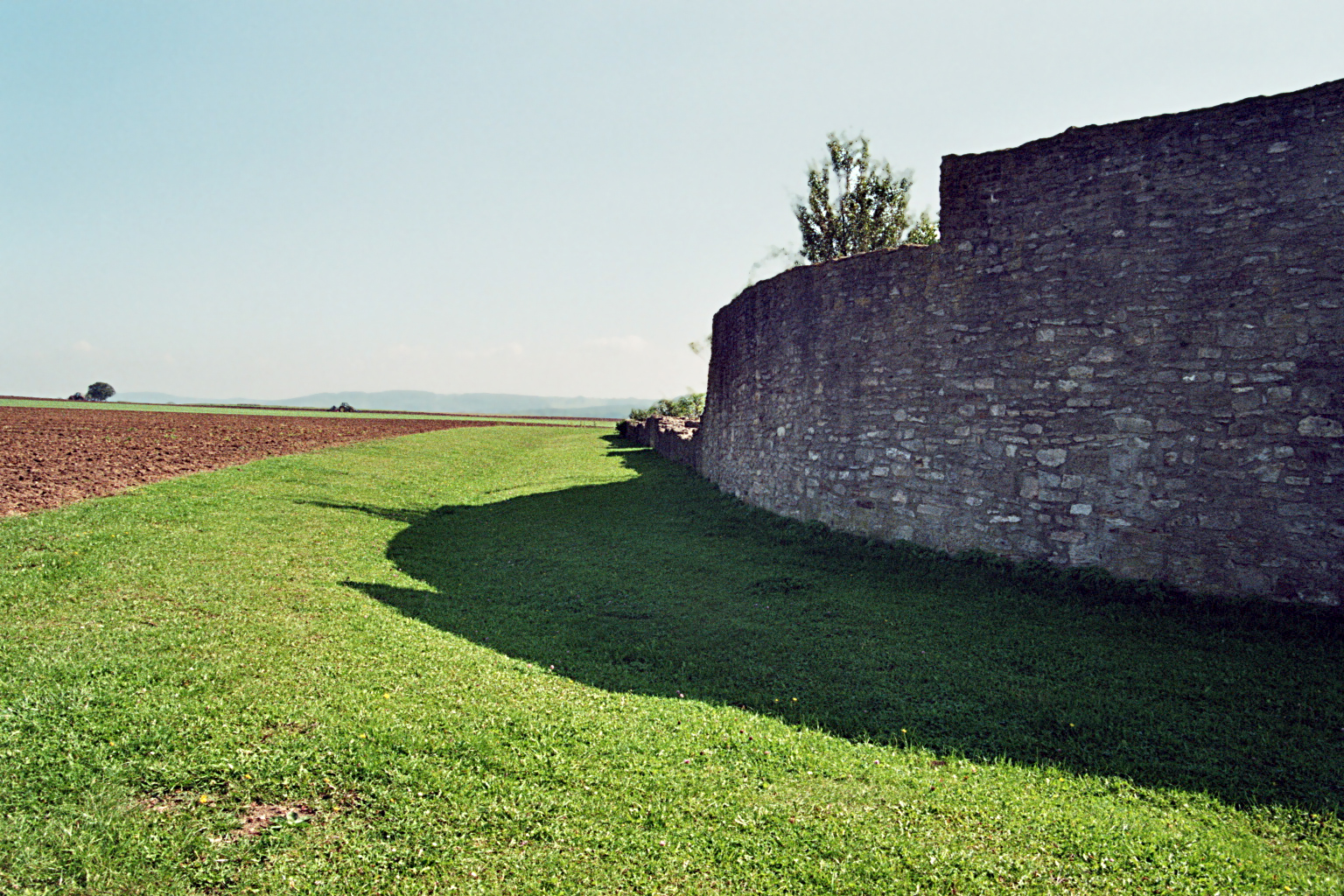
Teilrekonstruierte Prätorialfront 2011: Nordwestecke mit vorgelagertem Graben
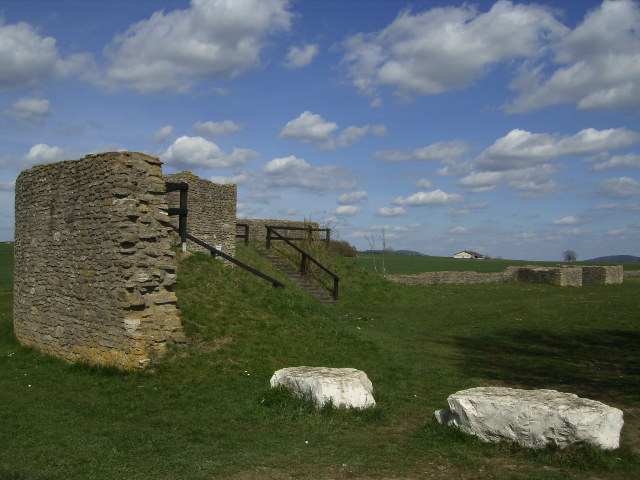
Teilrekonstruierte Prätorialfront 2007: Blick von Westen auf die nordwestliche Kastellecke
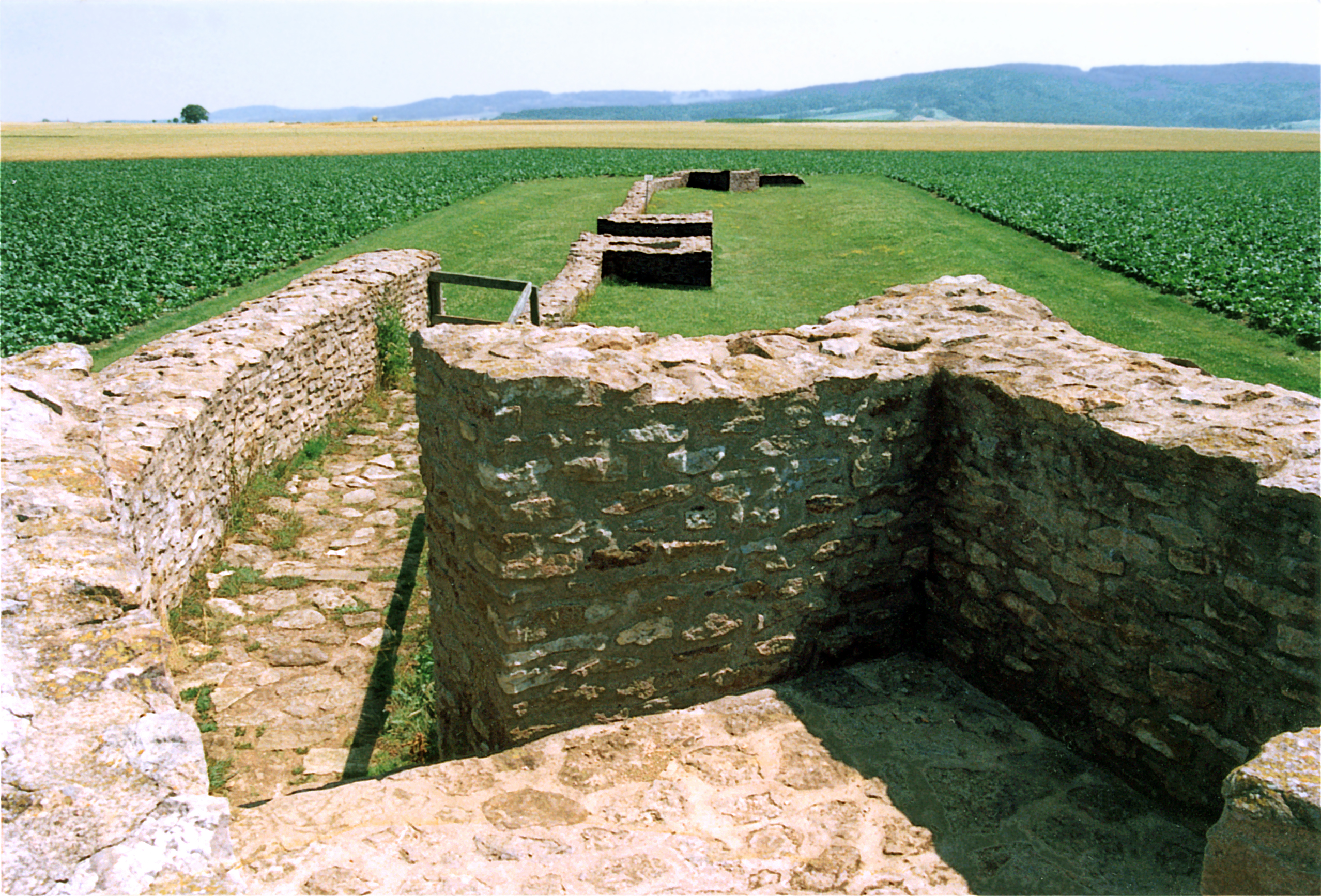
Teilrekonstruierte Prätorialfront 1991: Blick von Westen auf die Wehrmauer
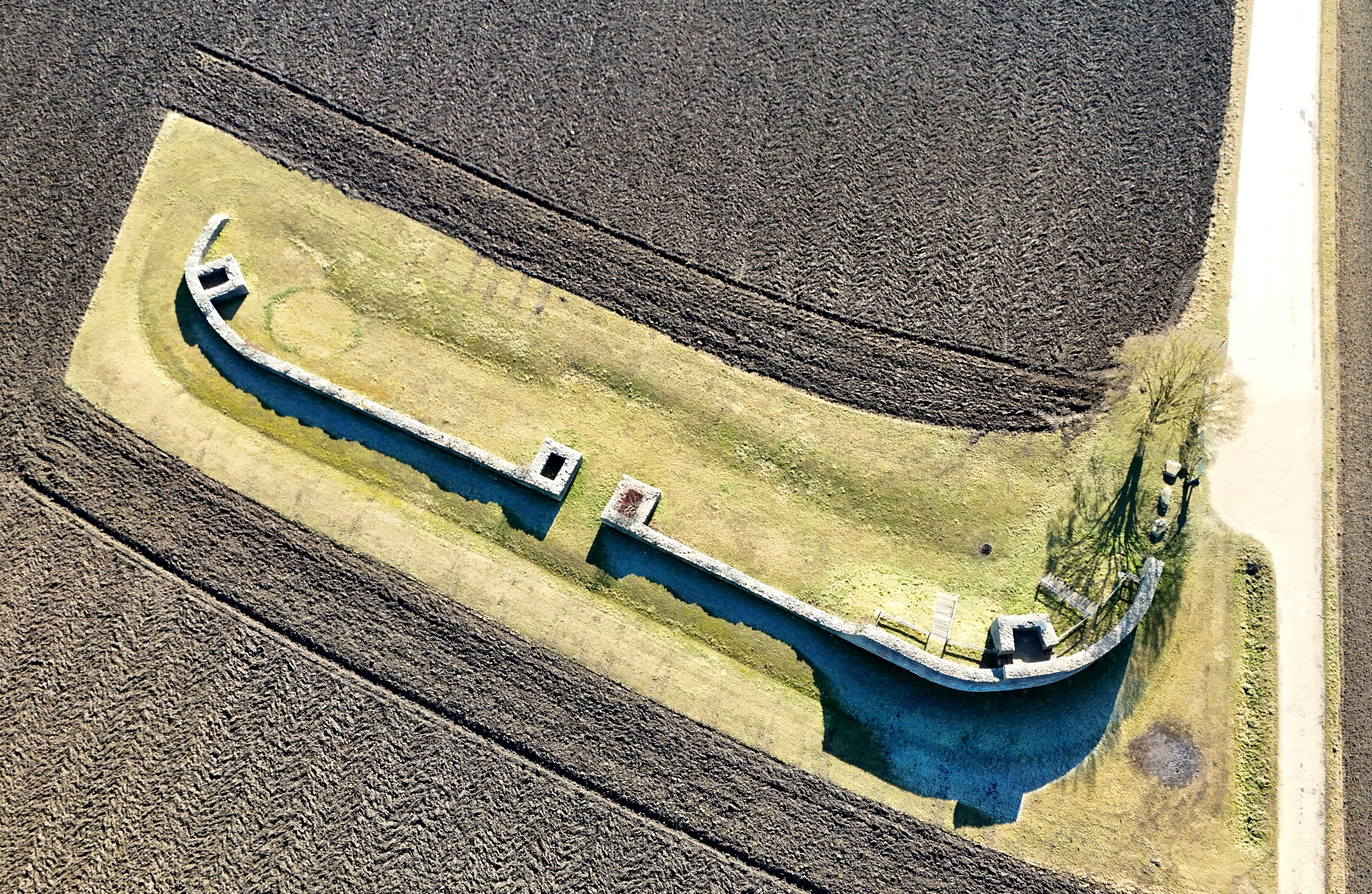
Luftbild der rekonstruierten Prätorialfront (2025)

## Fundverbleib
Das umfangreiche Fundmaterial der archäologischen Ausgrabungen ist im Römermuseum Weißenburg ausgestellt.

## Denkmalschutz
Das Kastell Ellingen und die erwähnten Anlagen sind als Abschnitt des Obergermanisch-Rätischen Limes seit 2005 Teil des UNESCO-Welterbes. Außerdem sind sie geschützt als eingetragene Bodendenkmale im Sinne des Bayerischen Denkmalschutzgesetzes (BayDSchG). Nachforschungen und gezieltes Sammeln von Funden sind erlaubnispflichtig, Zufallsfunde sind den Denkmalbehörden anzuzeigen.